# Corydoras caudimaculatus
Corydoras caudimaculatus, thường gọi là cá chuột đuôi đốm, là một loài cá da trơn nước ngọt nhiệt đới thuộc chi Corydoras trong họ Callichthyidae. Loài này được tìm thấy ở lưu vực sông Guaporé, thuộc quốc gia Brazil. Loài này được mô tả lần đầu tiên năm 1961.
Tên gọi của loài này, caudimaculatus, được ghép từ caudus ("đuôi") và maculatus ("đốm"), ám chỉ đến chấm đen lớn trên đuôi của nó.

## Mô tả
C. caudimaculatus trưởng thành dài khoảng 4,2 – 5 cm. Chúng thường sống ở tầng đáy của các sông hồ, thích hợp với môi trường nước có độ pH từ 6,0 đến 8,0, độ cứng của nước khoảng 2 - 25 dGH và nhiệt độ khoảng từ 22 đến 26 °C. Thức ăn chủ yếu của C. caudimaculatus là giun, côn trùng, động vật giáp xác và rong rêu. Cá mái mang trứng trong một cái túi được tạo bởi vây bụng; chúng đẻ trứng trong thảm thực vật dày đặc nhưng lại không bảo vệ trứng. Ở C. caudimaculatus trưởng thành, cá mái có thân hình lớn hơn so với cá đực.
Tương tự như các loài khác trong Corydoras, C. caudimaculatus cũng được nuôi làm cá cảnh. C. caudimaculatus và các loài khác trong chi có tập tính đào hang, vì thế tránh sử dụng đá dăm sắc nhọn để lót đáy hồ cá, điều này sẽ làm tăng nguy cơ thương tích cho chúng.